# Arizona Bay
Arizona Bay (lit. Badia Arizona) és un àlbum del comediant Bill Hicks, publicat a títol pòstum l'any 1997 per Rykodisc. Va ser publicat juntament amb Rant in E-Minor, tres anys després de la seva mort. El títol de l'àlbum fa referència a l'esperança que Los Angeles caurà un dia a l'oceà per culpa d'un gran terratrèmol. Hicks expressa que el món serà un lloc millor sense Los Angeles:
| « | Ahhh, it's gone, it's gone, it's gone...All the shitty shows are gone, all the idiots screaming in the fucking wind are dead, I love it...leaving nothing but a cool, beautiful serenity called Arizona Bay. That's right, when L.A. falls in the fucking ocean and is flushed away, all it will leave is Arizona Bay. | » |

## La música
Diversos discos d'en Bill Hicks són únics en el sentit que tenen música de fons, afegida per a millorar l'estat d'ànim de l'audiència. Va ser afegida després de la gravació inicial i és creació del mateix Bill Hicks.
Segons Kevin Booth en el documental Dark Poet de la BBC, fou durant les primeres gravacions de les sessions d'Arizona Bay, al voltant de Nadal del 1992, que Hicks va començar a sofrir dolors al costat, que més tard seria diagnosticat com a càncer. Després de rebre la mala notícia, Hicks va dedicar part del seu temps a mesclar música per a Rant in E-Minor i Arizona Bay, anomenant-ho el seu Dark Side of the Moon (Costat fosc de la Lluna).

## Llista de cançons
Tota la música creada per Bill Hicks
1. "Goodbye You Lizard Scum" – 3:52
2. "Step on the Gas (L.A. Riots)" – 4:50
3. "Hooligans" – 4:20
4. "Officer Nigger Hater" – 5:27
5. "As Long as We're Talking Shelf Life (Kennedy)" – 5:00
6. "Elephant Is Dead (Bush)" – 1:57
7. "Me & Saddam" – 3:10
8. "Bullies of the World" – 1:22
9. "Shane's Song" – 2:03
10. "Dinosaurs in the Bible" – 5:45
11. "Living God" – 1:05
12. "Marketing & Advertising" – 4:38
13. "Don't Talk for Me" – 1:40
14. "Clam Lappers & Sonic the Hedgehog" – 3:02
15. "She's Got a Broken Heart" – 1:09
16. "Pussywhipped Satan" – 4:40
17. "L.A. Falls" – 3:54
18. "Elvis" – 8:05

## Personal
- Bill Hicks - Veu, guitarra
- Kevin Booth - Baix, teclat, percussió, productor